# Karl Schrems
Karl Schrems (* 2. November 1895 in Mitterteich; † 1972) war ein deutscher katholischer Theologe.

## Werdegang
Schrems war nach Habilitation Privatdozent für Pädagogik und Katechetik an der Universität München. Ab 1934 lehrte er als Dozent an der Philosophisch-Theologischen Hochschule Passau. 1947 wurde er außerordentlicher, 1952 ordentlicher Professor für Pädagogik und Katechetik an der Philosophisch-theologischen Hochschule Regensburg. 
Von 1931 bis 1944 war er Herausgeber und Schriftleiter der Katechetischen Blätter.